# 1928 en Hongrie
Cet article présente les faits marquants de l'année 1928 en Hongrie.

## Décès
- 5 avril : Viktor Oliva, peintre et affichiste autrichien, austro-hongrois puis tchécoslovaque (24 avril 1861).
- 22 juillet : Teodor Pejačević, homme politique et noble austro-hongrois et croate (24 septembre 1855).